# ماهر إمرلي
ماهير ماداتوف (1 يوليو 1997 بباكو في أذربيجان - ) هو لاعب كرة قدم أذربيجاني في مركز الوسط. لعب مع نادي باكو.

## وصلات خارجية
- ماهر إمرلي على موقع الاتحاد الدولي (مؤرشف)  (الإنجليزية)
- ماهر إمرلي على موقع الاتحاد الأوربي (الإنجليزية)
- ماهر إمرلي على موقع قاعدة بيانات كرة القدم.إي يو (الإنجليزية)
- ماهر إمرلي على موقع ليكيب (الفرنسية)
- ماهر إمرلي على موقع ناشيونال فوتبول تيمز (الإنجليزية)
- ماهر إمرلي على موقع Soccerway.com (الإنجليزية)
- ماهر إمرلي على موقع عالم كرة القدم.نت (الإنجليزية)
- ماهر إمرلي على موقع AS.com (الإسبانية)